# 금성에서 본 수성 일면통과

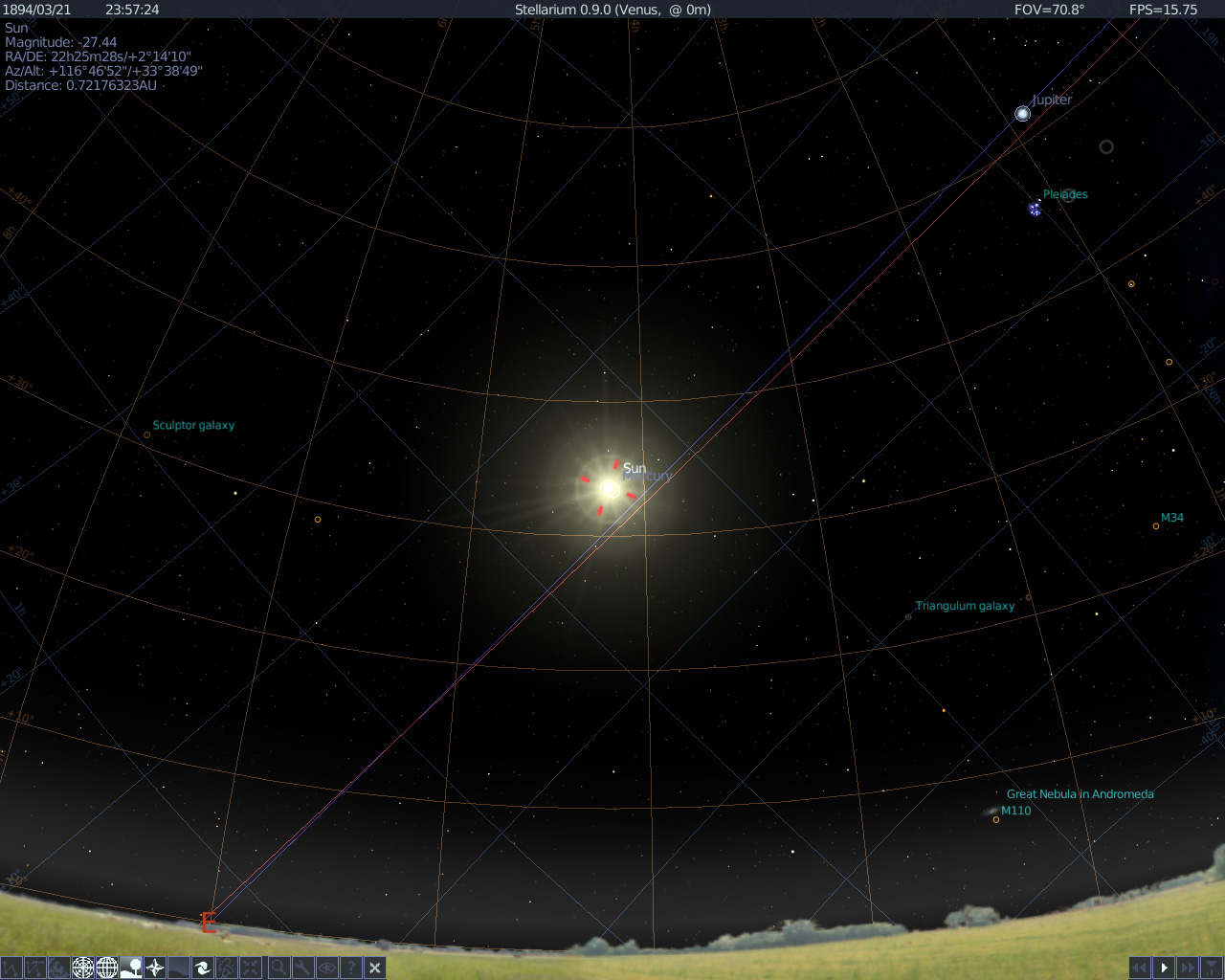
스텔라리움으로 시뮬레이션한, 금성에서 바라본 수성의 1894년 3월 22일 일면통과.

금성에서 본 수성의 일면통과는 수성이 금성과 태양 사이에 위치할 때 발생하며, 금성에서 바라본 수성은 태양 원반 위를 지나가는 조그만 점처럼 보이게 된다. 수성이 태양 표면을 완전히 횡단하는 데(태양 적도 시지름 기준) 걸리는 시간은 6.2시간이다.
수성의 일면통과 주기는 불규칙하게 돌아온다. 때로는 수 년에 한 번 꼴로 일어날 때도 있으며, 이보다 긴 주기를 지닐 수도 있다. 평균적인 일면통과 발생률은 지구에서 바라본 수성의 일면통과보다 낮다.
당연히 지구인 누구도 금성에서 수성의 일면통과 사건을 목격하지 못했다.
공식 1/(1/P-1/Q)(P는 수성의 공전주기 87.968435일, Q는 금성 공전주기 224.695434일)에서 나오는 수성과 금성의 회합주기는 144.5662일이다.
수성의 궤도 경사각은 금성과 4.33도 차이난다. 이는 지구와 수성의 차이인 7도보다 작은 값이다.
흥미로운 것은 1894년 3월 22일 금성에서 수성 일면통과가 있기 하루 전인 3월 21일 토성에서는 금성과 수성의 일면통과를 동시에 볼 수 있었다. 앞으로 세 행성이 동시에 일면통과 위치에 놓이는 일은 당분간 없다.

## 스치면서 통과
때때로 수성은 통과하는 동안에 태양을 스치면서 지나가기도 한다. 최근에 일어난 사건은 1344년 10월 25일이고, 다음에 일어날 사건은 2387년 1월 1일이다.
수성이 금성의 일부분을 통과하는 것으로 보일 수 있다. 최근에 일어난 사건은 1027년 5월 21일이고, 다음에 일어날 사건은 3168년 4월 30일이다.

## 일면통과 일람
| 금성에서 본 수성 일면통과                          | 금성에서 본 수성 일면통과 |
| -------------------------------------------------- | ------------------------- |
| 1971년 6월 11일                                    |                           |
| 1976년 12월 25일                                   |                           |
| 2005년 11월 17일 보관됨 2012-12-13 - archive.today |                           |
| 2007년 6월 4일                                     |                           |
| 2011년 6월 3일 보관됨 2012-12-12 - archive.today   |                           |
| 2012년 12월 18일 보관됨 2012-12-12 - archive.today |                           |
| 2016년 12월 17일 보관됨 2012-12-13 - archive.today |                           |
| 2022년 7월 2일 보관됨 2012-12-13 - archive.today   |                           |
| 2028년 1월 16일                                    |                           |
| 2033년 8월 1일                                     |                           |
| 2058년 6월 24일                                    |                           |
| 2062년 6월 24일                                    |                           |
| 2064년 1월 9일                                     |                           |
| 2068년 1월 8일                                     |                           |
| 2069년 7월 25일                                    |                           |
| 2073년 7월 23일                                    |                           |
| 2079년 2월 6일                                     |                           |
| 2084년 8월 22일                                    |                           |

## 같이 보기
- 통과 (천문학)

## 참고 문헌
- Albert Marth, Note on the Transit of Mercury over the Sun’s Disc, which takes place for Venus on 1894 March 21, and on the Transits of Venus and Mercury, which occur for Saturn’s System on the same day, Monthly Notices of the Royal Astronomical Society, 54 (1894), 172–174.
- Meeus, Jean (1989). 《Transits》. Richmond, VA: Willmann-Bell. ISBN 0-943396-25-5.